# Agrostis delislei
Agrostis delislei là một loài thực vật có hoa trong họ Hòa thảo. Loài này được Hemsl. mô tả khoa học đầu tiên năm 1884.